# Anthony House
Das Anthony House ist ein historisches Wohnhaus in 67 East Road in Adams, Massachusetts. Es ist nennenswert für seine Verbindung mit Lehrern und Industriellen aus der Frühzeit der Stadt und als Geburtshaus von Susan B. Anthony, einer 1820 geborenen Suffragette. Anthonys Vater Daniel war ein einflussreiches Mitglied einer Quäkerfamilie und Mitbegründer der Adams Academy, einer weiterführenden Schule. Er und sein Bruder errichteten 1822 eine der ersten Mühlen in Adams, bevor die Familie das Gebiet verließ und 1825 nach Upstate New York zog.
Bei dem Haus handelt es sich um ein zweieinhalb Stockwerke umfassendes Bauwerk mit zentraler Halle im Federal Style. Im Zentrum des Daches erheben sich Zwillingsschornsteine, und ein bescheidener anderthalbstöckiger Anbau wurde an der Rückseite des Baus hinzugefügt, wobei die in den 1950er Jahren hinzugefügt Veranda an einer Seite dieses Anbaus im folgenden Jahrzehnt  geschlossen wurde. Eine Scheune auf dem Grundstück wurde durch eine moderne Garage ersetzt. Der ursprüngliche Grundriss des Gebäudes blieb erhalten; er weist neben der zentralen Halle, die von Salons auf beiden Seiten zur Frontseite des Hauses flankiert wird, kleinere Räume im hinteren Teil des Gebäudes auf; der Anbau enthält zwei Räume. Der größte Teil der ursprünglichen hölzernen Innenausstattung ist noch vorhanden, ein offener Kamin wurde allerdings zugemauert.  Das Haus beherbergt heute ein Museum, das sich Susan B. Anthonys Jugendzeit widmet.

## Geschichte
Das erste Mitglied der Familie Anthony in Adams war David Anthony, der Urgroßvater von Susan B. Anthony, in den Jahren vor dem Amerikanischen Unabhängigkeitskrieg. Er kam in die Gegend, als allgemein Quäker aus Rhode Island und dem südöstlichen Massachusetts in die Region kamen. Er gründete eine Sägemühle, die bis in die Gegenwart im Besitz der Familie ist. Sein Enkel, ebenfalls David Anthony, erbaute das Wohnhaus 1817. Daniel Anthony führte außerdem das Sägewerk fort, gründete 1822 eine Baumwollweberei, die Pump Log Mill. Er trat für die öffentliche Bildung ein und lehrte an der East Road School, bevor er gemeinsam mit anderen in der Gemeinschaft der Quäker 1825 auf Land, das seinem Vater gehörte, die Adams Academy gründete. 1827 zog der jüngere David Anthony aus finanziellen Gründen nach Battenville, New York.
Das Haus blieb bis 1895 in Familienbesitz und wechselte danach mehrfach den Eigentümer. Die Society of Friends Descendants erwarb das Anwesen 1926 und gründete ein Museum. 1949 ging das Haus erneut in Privatbesitz.  Es wird von einer gemeinnützigen Organisation als historisches Museum betrieben.
Am 3. Januar 1985 wurde das Haus als Baudenkmal in das National Register of Historic Places aufgenommen.